# Obere Burg Besigheim
Die Obere Burg Besigheim ist eine ehemalige Burganlage in der Kirchstraße am südlichen Zugang der Kleinstadt Besigheim im Landkreis Ludwigsburg in Baden-Württemberg. Sie befindet sich etwa 450 m südöstlich der Unteren Burg Besigheim.
Die Burg wurde 1215/30 von Markgraf Hermann V. von Baden erbaut und 1312 erwähnt. Erhalten sind das Burghaus Steinhaus, der ehemalige Palas der Burg mit romanischem Kamin und Aborterker sowie der runde mit Buckelquader gemauerte 36 m hohe Bergfried, der nach dem Turmwärter Schoch benannte Schochenturm (1220 errichtet). Im 16. Jahrhundert wurde eine Wärterwohnung eingerichtet. Das Burghaus ist über den Bogen des Stadttors mit dem Turm verbunden. 
Die Ausstattung mit romanischem Kamin und Aborterker findet sich auch in der unteren Burg wieder. Vor dem Schochenturm befindet sich eine 2011 eingeweihte Stauferstele.

## Weblinks

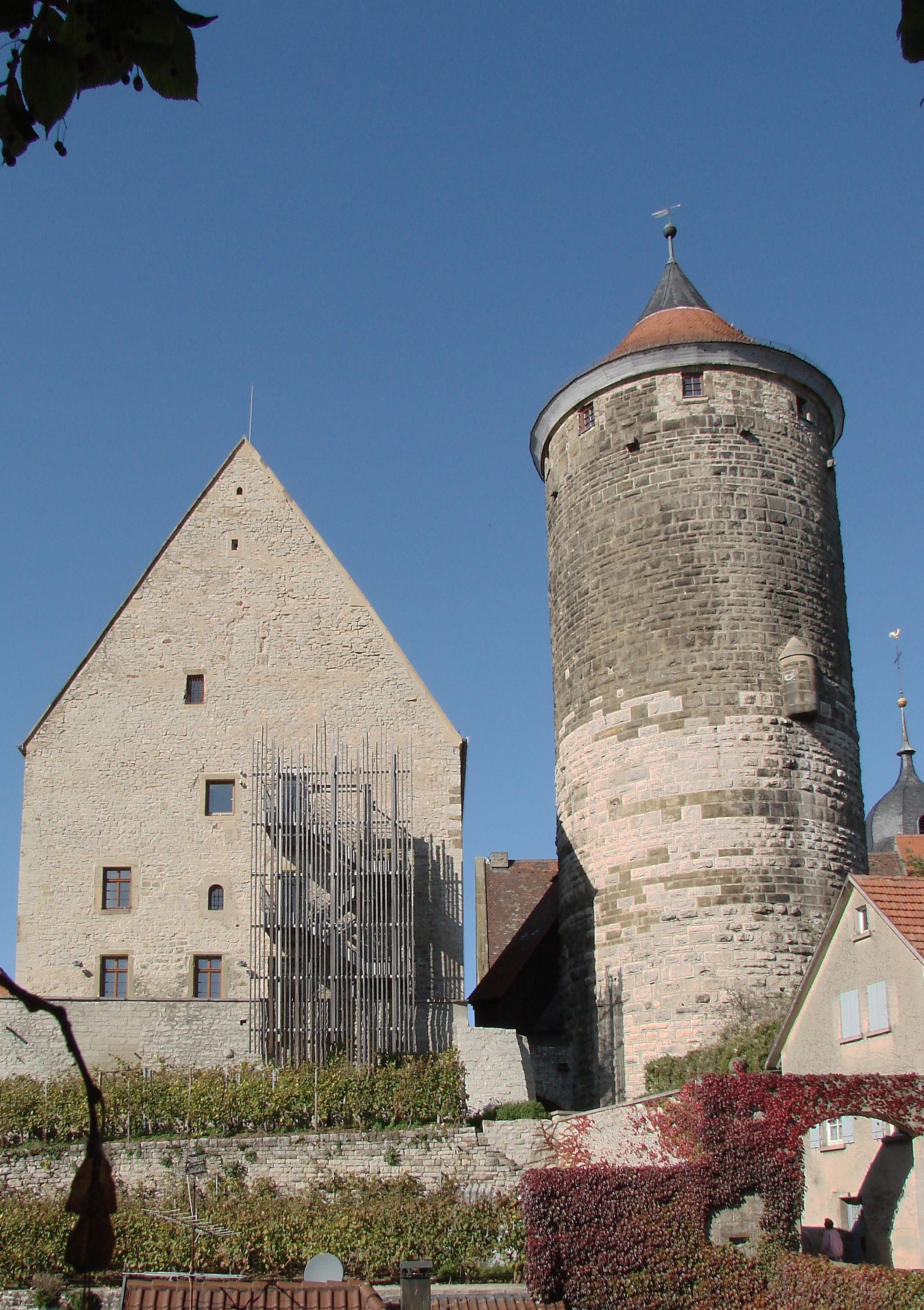
Oberes Stadttor mit Schochenturm und Steinhaus (Blick von außerhalb der Stadtmauer)